# قائمة البعثات الدبلوماسية في ساو تومي وبرينسيب

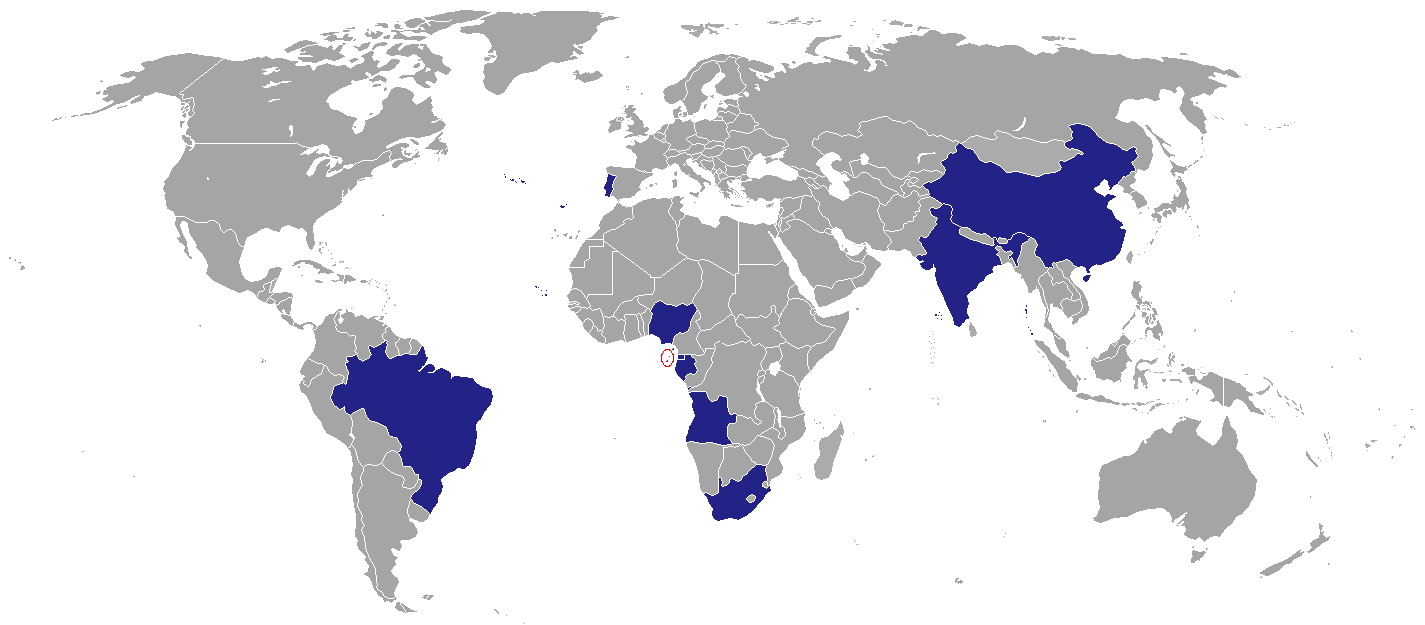
خريطة للدول التي لديها بعثة دبلوماسية في ساو تومي وبرينسيب.

قائمة البعثات الدبلوماسية في ساو تومي وبرينسيب،في الوقت الحالي يوجد 8 سفارات في العاصمة ساو توميه، كما يوجد 27 دولة لديها سفارات معتمدة غير مقيمة في عواصم دول أخرى.

## سفارة
ساو توميه
| - أنغولا - البرازيل - جمهورية الصين - غينيا الاستوائية - الغابون - نيجيريا - البرتغال - جنوب إفريقيا |

## قنصلية
- الرأس الأخضر [1]

## سفارات غير مقيمة
| - الأرجنتين (أبوجا) - أستراليا (لشبونة) - النمسا (أبوجا) - بلجيكا (لواندا) - الكاميرون (ليبرفيل) - كندا (ياوندي) - كرواتيا (لشبونة) - كوبا (لواندا) - جمهورية التشيك (بريتوريا) - الاتحاد الأوروبي (ليبرفيل) - فرنسا (ليبرفيل) - ألمانيا (ليبرفيل) - اليونان (لشبونة) - إسرائيل (لواندا) - إيطاليا (لواندا) - اليابان (ليبرفيل) - كوريا الجنوبية (ليبرفيل) | - مالي (ليبرفيل) - المكسيك (أبوجا) - هولندا (لواندا) - النرويج (لواندا) - فلسطين (لواندا) - بولندا (لواندا) - رومانيا (لواندا) - روسيا (لواندا) - صربيا (نيويورك) - سلوفاكيا (أبوجا) - إسبانيا (ليبرفيل) - السويد (لواندا) - سويسرا (كينشاسا) - تنزانيا (لوساكا) - تركيا (ياوندي) - المملكة المتحدة (لواندا) - الولايات المتحدة (ليبرفيل) |